# 高田保馬
高田 保馬（たかた やすま、1883年（明治16年）12月27日 - 1972年（昭和47年）2月2日）は、日本の経済学者、社会学者、歌人。文化功労者。京都大学、大阪大学、大阪府立大学各名誉教授。

## 経歴
出生から修学期
1883年12月27日、佐賀県小城郡三日月村（現・佐賀県小城市三日月町）遠江で生まれた。1897年3月に三日月村晩成小学校を卒業し、佐賀県立佐賀中学校（現在の佐賀西高校、佐賀北高校、佐賀東高校）に進んだ。1902年3月に卒業し、第五高等学校第一部に入学。1907年7月に卒業し、同年京都帝国大学文科大学哲学科に進み、米田庄太郎に師事した。1910年7月に京都帝国大学を卒業し、同大学大学院に進学。
経済学研究者として(戦前)
1914年9月、京都帝国大学法科大学講師に就いた。1919年6月、 広島高等師範学校教授に就任。
1921年6月からは東京商科大学教授を命じられた。同大学教授時代の生徒には、白南雲（元朝鮮民主主義人民共和国最高人民会議議長、元ソウル大学校教授）などがいた。同年12月に学位論文を提出し、文学博士号を取得。この頃より高田はマルクス経済学を批判し、河上肇と論争を展開した。
1925年5月、九州帝国大学法文学部教授に転じた。九州帝国大学では経済学の部門が法文学部経済科として1924年に発足したばかりであり、その初期の整備にあたった。1929年5月、母校である京都帝国大学経済学部教授となった。1938年2月からは同大学経済学部長を務めた。京都帝国大学では経済原論の講義を担当。戦時下の1943年、経済哲学担当教授の石川興二が憂国のあまり陸軍批判をしたことが原因で休職すると、その後を引き継いで経済哲学の講義についても担当した。また同年の1月には文部省所管民族研究所長にも就任している。1944年3月、京都帝国大学を退職した。
太平洋戦争後
太平洋戦争後の1946年に京都帝国大学名誉教授となったが、同年12月に京都帝国大学の教職員適格審査委員会より教職不適格者指定を受け、続いて1947年6月に中央教職員適格審査委員会より教職不適格者指定を受けた。1951年6月に公職追放が解除され、教職不適格者指定が取消されると、同年8月に大阪大学法経学部教授に就任。1953年6月より同大学法経学部長、同年8月より同大学経済学部長を務めた。1954年3月に大阪大学経済学部附属社会経済研究室が開設されると、初代室長を兼任した。1955年7月に大阪大学を定年退職し、翌年11月に名誉教授となった。
1955年8月からは大阪府立大学経済学部教授として教鞭をとった。1957年10月からは同大学経済学部長を務めた。1963年3月に大阪府立大学を退職し、名誉教授となった。同年より1965年まで龍谷大学経済学部教授を務めた。1963年正月には、宮中歌会始の召人に選ばれた。
1972年に死去。

## 受賞・栄典
- 1964年11月3日：文化功労者[4][13]
- 1972年2月2日：正三位、勲一等瑞宝章[14]

## 研究内容・業績
「総合社会学」を否定し、独自の視点からジンメルの掲げた「形式社会学」の彫琢に努め、「勢力論」を提唱したことで知られる。経済社会学会は高田保馬賞（特別賞・奨励賞）を制定し、高田の名とともに会員による優れた業績を顕彰している。

### 結合定量の法則
「結合定量の法則」とは、人間が日常生活において取り持つ相互関係の量には定量があるとする仮説である。熱力学のエネルギー保存則を想起させるこの法則は、都市における人間同士の関係における「希薄さ」を数理モデルで説明しようとしたものであるが、社会学者であると同時に経済学者でもあった高田によってこそ、定式化が可能であった。

### 誇示的消費
誇示的消費で需要曲線が右上がり（逓昇的）になる可能性を1930年に明白に指摘しており、これは1950年にハーヴェイ・ライベンシュタインが論文「Bandwagon, Snob and Veblen Effects in the Theory of Consumers' Demand」でバンドワゴン効果、スノッブ効果、ヴェブレン効果を提唱するよりも20年も先んじていた。

### 労働者の生活水準、失業、ならびに社会について
失業対策について、ケインズ経済学的な有効需要の創出政策を批判しており、労働者の生活水準（賃金）の引き下げを主張していた。また人口減少対策として、都市階層に課税して農村に所得移転させる政策を主張していた。高田は人口そのものを国力と捉え、農村を人口の供給源として重要視していた。
高田は「失業や国の衰退は過度な消費が原因であるとしており、貧乏な生活が経済発展の基礎となる」と主張した。それに対して天野貞祐は「高田の議論は生活が低ければ低いほど貢献しているということになり、低い生活は即ち道徳という意味に取れる。仮に社会的享受が少ないほど貢献しているとするならば、死ぬことが最大の貢献になることになる。貧乏そのものが道徳を意味するならば、社会は有識者の多さで苦しむことになる」と述べている。貧しさが生産費を抑え、日本製品の国際競争力につながるという高田の主張について、天野貞祐は「貧者を利益の方便とする一部の人間が儲かるだけである」と批判している。住谷悦治は「虚栄心を捨てれば貧困問題は解決すると言っているに等しい」と述べている。

### 評価・影響
アメリカ合衆国の経済学者M・ブロンフェンブレンナーは高田を「日本のマーシャル」と讃えている。

## 歌人・文人として

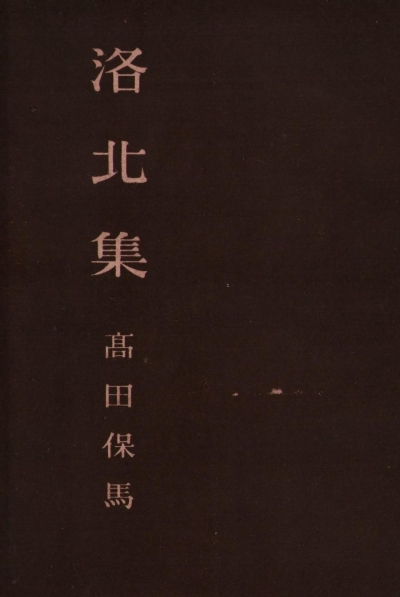
歌集『洛北集』

中学1年の頃から短歌や詩を作るようになり、同じ佐賀県出身の下村湖人の影響を受けるなどして研究の傍ら歌を詠み続け、生涯に3冊の歌集を著している（『ふるさと』『洛北集』『望郷吟』）。『ふるさと』は郷里を中心に暮らしていたことから、1931年（昭和6年）から戦時下の1943年（昭和18年）までの短歌を収めた『洛北集』は京都市北郊（洛北）に住していたことから命名した。京都帝国大学進学後は、与謝野鉄幹・晶子夫妻が主宰する新詩社の門下となり、また帰郷時に佐賀県出身の歌人である中島哀浪と交遊した（『洛北集』自序）。このほか佐賀県内の多くの学校の校歌の作詞も手がけている。
高田が生前に遺した言葉としては、例えば「志は朽ちざるに在り（学問する上で心に決めた目的をいつまでも亡びないようにする）」などが有名である。

## 交遊
- 中島重：高田と同時期に「多元的国家論」を掲げた法学者で、学論を交わし交友と相互影響を持った。
- 柴田敬：高田の後輩の数理経済学者。

## 著作
著書
- 『分業論』京都法学会(法律学経済学研究叢書) 1913
- 『大数法論』京都法学会(法律学経済学研究叢書) 1915
- 『社會學的研究』東京寳文館 1918
- 『社會學原理』岩波書店 1919
- 『現代社會の諸研究』岩波書店 1920
- 『社會學概論』岩波書店 1922
- 『社會と國家』岩波書店 1922
- 『階級考』聚英閣 1923
- 『經濟學研究』岩波書店 1924
- 『階級及第三史觀』改造社 1925
- 『社會関係の研究』岩波書店 1926
- 『人口と貧乏』日本評論社 1927
- 『景気變動論』日本評論社(現代経済学全集) 1928
- 『經濟學』社会科学叢書 日本評論社 1928
- 『價格と獨占』千倉書房 1929
- 『社會雑記』日本評論社 1929
- 『ふるさと 歌集』日本評論社 1931
- 『マルクス經濟學新批判』思想問題研究会編、社会教育会 1931
- 『勞働價値説の吟味』日本評論社 理論経済学叢書 1931
- 『經濟學新講』(全5巻) 岩波書店 1929-1932
- 『經濟原論』日本評論社(理論経済学叢書) 1933
- 『國家と階級』岩波書店 1934
- 『貧者必勝』千倉書房 1934
- 『マルクス經濟學論評』改造社 1934
- 『民族の問題』日本評論社 1935
- 『利子論研究』岩波書店 1935
- 『經濟と勢力』日本評論社(理論経済学叢書) 1936
- 『經濟原論 講義説明』久松屋書店 1937
- 『利子論』岩波書店 1937
- 『回想記』改造社 1938
- 『經濟學概論』日本評論社(理論経済学叢書) 1938
- 『東亞民族論』岩波書店 1939
- 『新利子論研究』岩波書店 1940
- 『民族と経済』有斐閣 1940
- 『思郷記』文藝春秋社 1941
- 『勢力説論集』日本評論社(理論経済学叢書) 1941
- 『民族論』岩波書店 1942
- 『民族耐乏』甲鳥書林 1943
- 『洛北集』甲鳥書林 1943
- 『統制經濟論』日本評論社 1944
- 『價格・勞銀・失業』東洋経済新報社(東洋経済講座叢書) 1946
- 『終戦三論』有恒社 1946
- 『インフレエションの解明』関書院 1947
- 『経済の勢力理論』実業之日本社 1947
- 『社会歌雑記』甲文社 1947
- 『社会学の根本問題』関書院 1947
- 『世界社会論』中外出版(世界経済学講座) 1947年
- 『洛北雑記』第1集 大丸印刷 1947
- 『経済学原理』日本評論社 1948
- 『経済学論』有斐閣 1948
- 『最近利子論研究』有斐閣 1948
- 『社会主義経済学入門』広文社(入門経済学叢書) 1948
- 『経済学方法論』小石川書房 1949
- 『略説経済学』関書院(経済学選書) 1949
- 『労働価値説の分析』甲文社(社会主義経済学研究) 1949
- 『社会科学通論』有斐閣 1950
- 『社会学大意』日本評論社 1950
- 『耐乏夜話』実業之日本社 1950
- 『マルクス批判』弘文堂(アテネ新書) 1950
- 『経済学講義』上中下巻 有斐閣 1951-1955
- 『経済学入門』(全3冊) 有斐閣(社会科学叢書) 1951-1959
- 『社会学』有斐閣(社会科学叢書) 1952
- 『経済自立論』東洋経済新報社 1953
- 『経済学概説』有斐閣 1954
- 『ケインズ論難 勢力説の立場から』有斐閣 1955
- 『貧しき日本経済』日本評論新社 1955
- 『社会主義評論』自由アジア社 1956
- 『消費函数の研究』有斐閣 1956
- 『学問遍路』東洋経済新報社 1957
- 『社会主義経済学』千倉書房 1959
- 『勢力論』有斐閣 1959
- 『望郷吟』日本評論新社 1961

著作集
- 『高田保馬・社会学セレクション』(全3巻) 金子勇監修 ミネルヴァ書房 2003

共編著
- 『日本民族の復興と経済の自立』一万田尚登共著、改造社 1950
- 『経済成長の研究』(全3卷) 編著、有斐閣(大阪大学経済学部社会経済研究室研究叢書) 1954-1957

訳書
- 『社会学綱要』グロッパリ著、有斐閣書房(経済学資料) 1913

記念論集
- 『社会学の諸問題 高田先生古稀祝賀論文集』小松堅太郎等編 有斐閣 1954
- 『分配理論の研究 高田保馬先生喜寿祝賀記念』青山秀夫等編 有斐閣 1964

自伝
- 『高田保馬自伝「私の追憶」』吉野浩司・牧野邦昭編 佐賀新聞社 2022